# Unione Territoriale Intercomunale

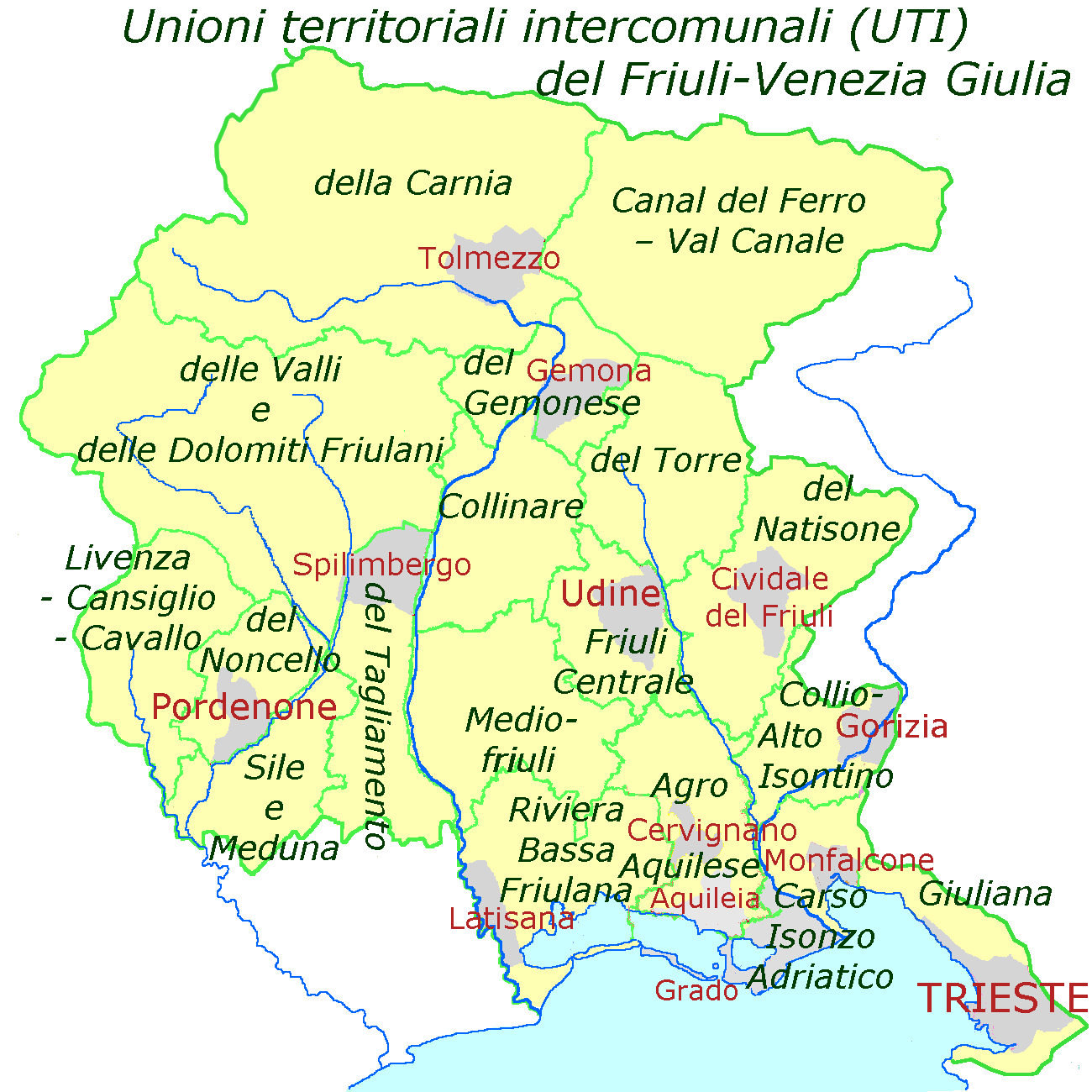
Unioni territoriali intercomunali del Friuli-Venezia Giulia

L'Unione Territoriale Intercomunale (nota anche con l'acronimo UTI) è stata un'associazione di comuni istituita nel 2014 da una legge regionale della Regione Autonoma Friuli-Venezia Giulia (contestualmente alla soppressione delle province della regione). Ai sensi della legge regionale 21/2019, a partire dal 1º gennaio 2021 le UTI sono state sciolte e sostituite dagli enti di decentramento regionale e dalle comunità. Queste ultime sono associazioni di Comuni su base volontaria, dotate di personalità giuridica.

## Storia
L'ente nel 2014 era simile all'unione di comuni disciplinato dal Testo unico delle leggi sull'ordinamento degli enti locali (TUEL), oltre che all'unité des Communes valdôtaines della Valle d'Aosta, alla comunità di valle del Trentino e alla comunità comprensoriale dell'Alto Adige.
Originariamente l'adesione dei comuni alle Unioni Territoriali Intercomunali era prevista come obbligatoria, ma diversi comuni non vi aderirono mai e nel 2018 tale obbligo fu eliminato con la legge regionale del Friuli-Venezia Giulia n.31/2018: gli enti comunali, in base a quest'ultima legge regionale, potevano liberamente aderire o recedere dall'UTI. Le UTI furono soppresse nel 2020 ai sensi della legge regionale 21/2019.

## Descrizione
Ai sensi della legge regionale 26/2014 e successive modifiche le UTI erano descritte come forme di esercizio associato di funzioni comunali che facevano parte del processo di riorganizzazione del sistema delle Autonomie Locali della Regione Autonoma Friuli Venezia Giulia che aveva come principale obiettivo la soppressione delle Province e il subentro nelle funzioni da parte della Regione stessa e, molto parzialmente (in gran parte per l'edilizia scolastica riguardante le scuole secondarie di secondo grado), dei Comuni.

### Criteri
Le 17 aggregazioni rispettavano tutti i criteri previsti dall'articolo 4, comma 2, della legge regionale 26/2014:
- la contiguità territoriale dei Comuni ricompresi in ciascuna UTI;
- il rispetto del limite demografico minimo di ciascuna UTI, fissato in 40.000 abitanti o 30.000 abitanti se l'UTI comprende Comuni appartenenti o appartenuti a Comunità montane;
- l'omogeneità, complementarità e integrazione delle caratteristiche geografiche, demografiche, di mobilità, ambientali, economiche, sociali, culturali e infrastrutturali;
- la compatibilità con il territorio delle Aziende per l'Assistenza Sanitaria (AAS);
- l'integrazione istituzionale rappresentata anche da precedenti forme associative o convenzioni.

### Funzioni
A decorrere dal 1º gennaio 2016 le competenze e funzioni comunali gestite avvalendosi delle UTI erano:
- Programmazione e gestione dei fabbisogni di beni e servizi;
- Servizi finanziari, contabili e tributari, inclusa la riscossione tributi;
- Controllo di gestione;
- Pianificazione territoriale comunale.

Dal 1º gennaio 2016 si erano aggiunte almeno due delle funzioni comunali scelte tra le seguenti materie:
- Opere pubbliche;
- Procedure espropriative;
- Edilizia privata;
- Energia.

Le rimanenti funzioni si erano aggiunte dal 1º gennaio 2017.

### Organizzazione territoriale

La mappa delle UTI

|   | UTI                                       | Sede                                      | Ex-provincia | Comuni | Nº comuni | Superficie (km²) | Abitanti |
| - | ----------------------------------------- | ----------------------------------------- | ------------ | --- | --------- | ---------------- | -------- |
| a | UTI Giuliana                              | Trieste                                   | Trieste      | Duino-Aurisina, Monrupino, Muggia, San Dorligo della Valle, Sgonico, Trieste | 6         | 212,5            | 232 601  |
| b | UTI Carso Isonzo Adriatico                | Monfalcone                                | Gorizia      | Doberdò del Lago, Grado, Fogliano Redipuglia*, Monfalcone, Ronchi dei Legionari, Sagrado, San Canzian d'Isonzo, San Pier d'Isonzo, Staranzano, Turriaco | 10        | 264,8            | 72 499   |
| c | UTI Collio - Alto Isonzo                  | Gorizia                                   | Gorizia      | Capriva del Friuli, Cormons, Dolegna del Collio*, Farra d'Isonzo, Gorizia, Gradisca d'Isonzo, Mariano del Friuli, Medea, Moraro, Mossa, Romans d'Isonzo, San Floriano del Collio*, San Lorenzo Isontino, Savogna d'Isonzo*, Villesse                                                                                    | 15        | 202,3            | 67 644   |
| d | UTI del Canal del Ferro - Val Canale      | Tarvisio (de facto Pontebba)              | Udine        | Chiusaforte*, Dogna, Malborghetto-Valbruna, Moggio Udinese*, Pontebba, Resia*, Resiutta, Tarvisio* | 8         | 885,0            | 11 164   |
| e | UTI del Gemonese                          | Gemona del Friuli                         | Udine        | Artegna, Bordano, Gemona del Friuli*, Montenars, Trasaghis, Venzone | 6         | 235,3            | 19 893   |
| f | UTI della Carnia                          | Tolmezzo                                  | Udine        | Amaro, Ampezzo*, Arta Terme, Cavazzo Carnico, Cercivento*, Comeglians, Enemonzo, Forni Avoltri, Forni di Sopra, Forni di Sotto*, Lauco, Ovaro, Paluzza, Paularo, Prato Carnico, Preone, Ravascletto, Raveo, Rigolato, Sappada, Sauris, Socchieve, Sutrio, Tolmezzo, Treppo Ligosullo, Verzegnis, Villa Santina, Zuglio* | 28        | 1 286            | 39 882   |
| g | UTI del Friuli Centrale                   | Udine                                     | Udine        | Campoformido, Martignacco*, Pagnacco*, Pasian di Prato*, Pavia di Udine*, Pozzuolo del Friuli, Pradamano, Reana del Rojale*, Tavagnacco, Tricesimo, Udine | 11        | 274,1            | 170 123  |
| h | UTI del Torre                             | Tarcento                                  | Udine        | Attimis, Cassacco, Faedis, Lusevera, Magnano in Riviera*, Nimis, Povoletto, Taipana, Tarcento | 9         | 326,4            | 36 651   |
| i | UTI Medio Friuli                          | Codroipo (de facto Basiliano)             | Udine        | Basiliano, Bertiolo*, Camino al Tagliamento*, Castions di Strada*, Codroipo*, Lestizza, Mereto di Tomba, Mortegliano*, Sedegliano, Talmassons*, Varmo | 11        | 419,6            | 51 812   |
| j | UTI Collinare                             | San Daniele del Friuli (de facto Fagagna) | Udine        | Buja*, Colloredo di Monte Albano*, Coseano, Dignano*, Fagagna, Flaibano, Forgaria nel Friuli*, Majano, Moruzzo, Osoppo*, Ragogna*, Rive d'Arcano, San Daniele del Friuli*, San Vito di Fagagna*, Treppo Grande | 15        | 349,8            | 51 241   |
| k | UTI del Natisone                          | Cividale del Friuli                       | Udine        | Buttrio, Cividale del Friuli, Corno di Rosazzo*, Drenchia, Grimacco, Manzano, Moimacco, Premariacco, Prepotto, Pulfero, Remanzacco, San Giovanni al Natisone, San Leonardo, San Pietro al Natisone, Savogna, Stregna, Torreano*                                                                                         | 17        | 456,5            | 52 112   |
| l | UTI Riviera - Bassa Friulana              | Latisana                                  | Udine        | Carlino, Latisana, Lignano Sabbiadoro, Marano Lagunare, Muzzana del Turgnano, Palazzolo dello Stella, Pocenia, Porpetto, Precenicco, Rivignano Teor*, Ronchis, San Giorgio di Nogaro | 12        | 438,4            | 56 332   |
| m | UTI Agro Aquileiese                       | Cervignano del Friuli                     | Udine        | Aiello del Friuli, Aquileia, Bagnaria Arsa, Bicinicco, Campolongo Tapogliano, Cervignano del Friuli, Chiopris-Viscone, Fiumicello Villa Vicentina, Gonars*, Palmanova, Ruda, San Vito al Torre*, Santa Maria la Longa*, Terzo di Aquileia, Torviscosa, Trivignano Udinese*, Visco*                                      | 17        | 298,7            | 55 148   |
| n | UTI del Tagliamento                       | San Vito al Tagliamento                   | Pordenone    | Casarsa della Delizia, Cordovado, Morsano al Tagliamento, San Giorgio della Richinvelda, San Martino al Tagliamento, San Vito al Tagliamento, Sesto al Reghena, Spilimbergo*, Valvasone Arzene | 9         | 334,3            | 57 278   |
| o | UTI delle Valli e delle Dolomiti Friulane | Maniago                                   | Pordenone    | Andreis, Arba, Barcis, Castelnovo del Friuli, Cavasso Nuovo*, Cimolais, Claut, Clauzetto, Erto e Casso, Fanna*, Frisanco, Maniago, Meduno, Montereale Valcellina, Pinzano al Tagliamento, Sequals, Tramonti di Sopra, Tramonti di Sotto, Travesio, Vajont, Vito d'Asio, Vivaro                                          | 22        | 1 148,1          | 37 086   |
| p | UTI Livenza - Cansiglio - Cavallo         | Sacile (de facto Aviano)                  | Pordenone    | Aviano, Brugnera*, Budoia, Caneva, Polcenigo*, Sacile* | 6         | 304,0            | 50 408   |
| q | UTI Sile e Meduna                         | Azzano Decimo                             | Pordenone    | Azzano Decimo, Chions, Fiume Veneto, Pasiano di Pordenone*, Prata di Pordenone*, Pravisdomini | 6         | 205,3            | 51 993   |
| r | UTI del Noncello                          | Pordenone                                 | Pordenone    | Cordenons*, Fontanafredda, Porcia, Pordenone, Roveredo in Piano, San Quirino*, Zoppola | 7         | 283,6            | 114 046  |

(*) I comuni contrassegnati con l'asterisco non hanno mai sottoscritto lo statuto della relativa UTI d'appartenenza.